# La Brèda
La Brèda (en francès La Brède) és un municipi francès situat al departament de la Gironda i a la regió de la Nova Aquitània.

## Demografia
| 1962                                       | 1968  | 1975  | 1982  | 1990  | 1999  | 2007  |
| ------------------------------------------ | ----- | ----- | ----- | ----- | ----- | ----- |
| 1.297                                      | 1.448 | 1.769 | 2.281 | 2.846 | 3.128 | 3.662 |
| Des de 1962: població sense dobles comptes |       |       |       |       |       |       |

## Administració
| Període   | Identitat      | Partit |
| --------- | -------------- | ------ |
| 1971-1977 | René Guitet    |        |
| 1977-1995 | André Mabille  | RPR    |
| 1995-     | Michel Dufranc | UMP    |

## Agermanaments
- Viana

## Personatges il·lustres
- Charles de Secondat, senyor de La Breda i baró de Montesquieu.